# 奧特克里克鎮區 (愛荷華州林縣)
奧特克里克鎮區（英語：Otter Creek Township）是位於美國愛荷華州林縣的一個行政鎮區。

## 地方資料
根據2010年美國人口普查的數據，奧特克里克鎮區的面積為92.41平方千米，當中陸地面積為92.38平方千米，而水域面積為0.03平方千米。當地共有人口1483人，而人口密度為每平方千米16.05人。